# Pontusi havasszépe
A pontusi havasszépe (pontuszi hangarózsa, Rhododendron ponticum, Rhododendron pontica) a kétszikűek (Magnoliopsida) osztályának az hangavirágúak (Ericales) rendjéhez, ezen belül a hangafélék (Ericaceae) családjához tartozó faj. Márton József Természethistóriai képeskönyvében „Pontusi Ragyabura” néven említi.

## Elterjedése
A pontusi havasszépe hazája Délkelet-Európa, Kis-Ázsia és a Kaukázus vidéke. Kolkhiszban az elegyes lomberdők (szakállas éger, közönséges gyertyán, közönséges mogyoró, keleti bükk) aljnövényzetében nő. A cserje- és gyepszint kísérő fajai:
- szárcsafű,
- apróvirágú tündérvirág,
- babérmeggy,
- bogyós orbáncfű,
- kaukázusi borostyán,
- kaukázusi áfonya,
- sárga havasszépe

alapján ezeket az erdőket a harmadkori babérmeggy-vegetáció reliktum növénytársulásainak tekintik.
Sokfelé betelepítették. Anglia délnyugati részén az erdőkben kivadult, és gyomként terjeszkedik. Írországban agresszív özönnövényként terjeszkedik; bozótja már több száz négyzetkilométert hódított meg, jelentős csökkentve az ír állattenyésztők legelőit.

## Megjelenése, felépítése
A pontusi havasszépe örökzöld, 2-4 méter magas, felálló vagy felemelkedő szárú cserje. Közepes méretű, bőrszerűen fénylő levelei elliptikusak, a végük kicsúcsosodik. Nagy (kb. 5 cm magas), liláspiros virágai az ágak végein nyílnak; alattuk a levelek szinte gallérosan helyezkednek el.

## Felhasználása
Mivel nektárja egy grayanotoxin nevű mérgező anyagot tartalmaz, ezért a pontusi havasszépe (és a sárga havasszépe) nektárjából készült méz is mérgező – ezért nevezik a grayanotoxin-mérgezést bolond mézmérgezésnek (angolul mad honey intoxication. Fontosabb tünetei: bő nyáladzás, izzadás, hányinger, hányás, izomgyengeség, ritkuló szívverés, csökkenő vérnyomás. A mérgezés ritkán halálos. I.e. 401-ben a pontusi lakosság a mérgezett mézet biológiai fegyverként használta Xenophón hadai ellen.
Dísznövényként hosszú ideje termesztik; számos kertészeti változatát nemesítették ki.